# Spedizione alpinistica tedesco-americana al Nanga Parbat del 1932
La spedizione himalayana tedesco-americana al monte Nanga Parbat (DAHE) ebbe luogo nel 1932 e aveva come obiettivo la prima scalata in assoluto non solo del monte del gruppo montuoso dell'Himalaya ma anche di un Ottomila, la nona vetta più alta della Terra.  Fu la prima delle sei spedizioni, tutte con esito fallimentare,  al Nanga Parbat intraprese dal Reich tedesco negli anni '30 del Novecento.

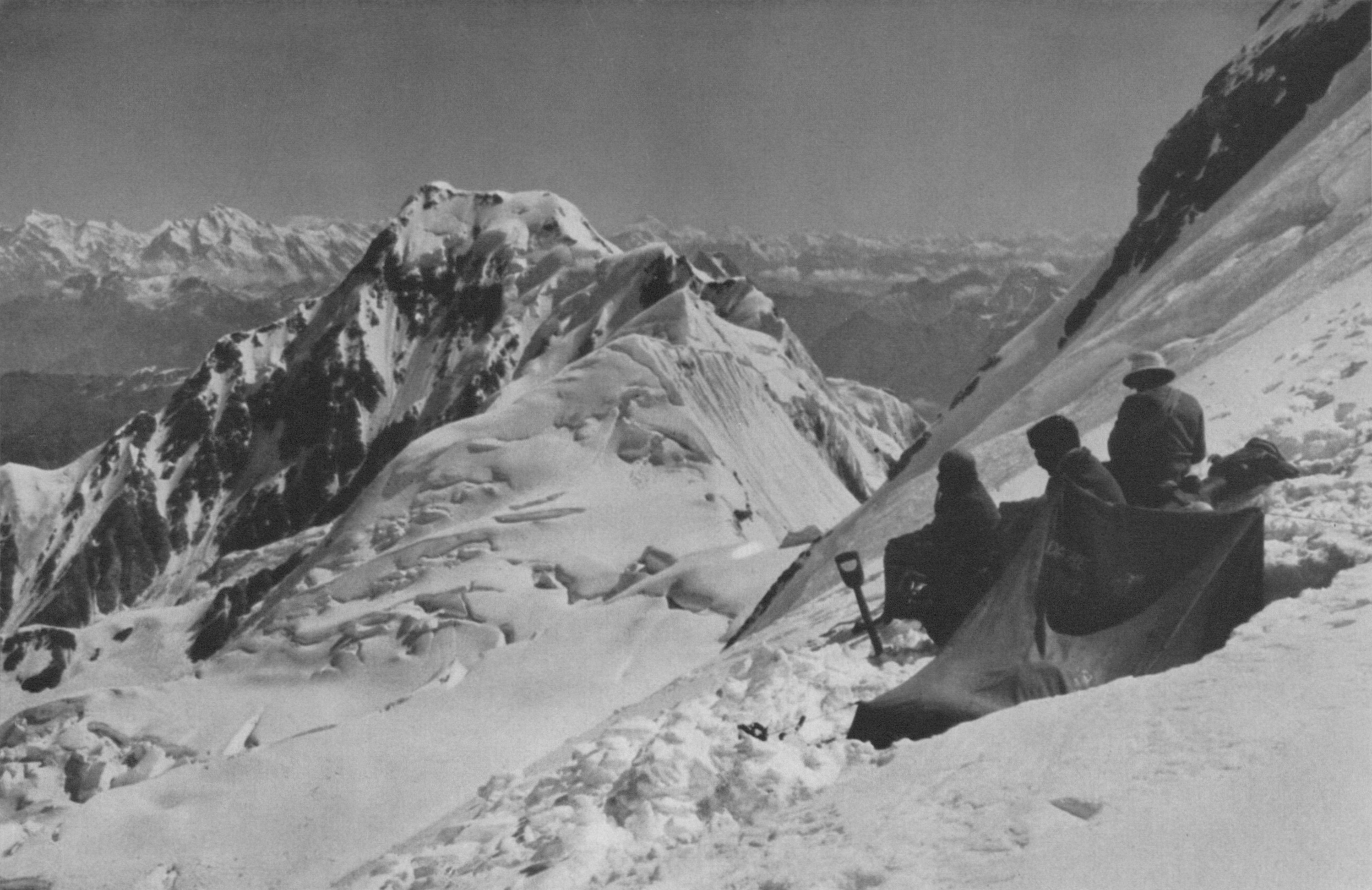
Membri del DAHE al Campo VI (6.600 m), vista del Chongra Peak, che è stato scalato per la prima volta durante la spedizione

## Presupposti
Nel 1895, l'alpinista inglese Albert Mummery tentò per primo la scalata del monte Nanga Parbat e con l'aiuto del portatore gurkha Ragobir, raggiunse un'altezza di circa 6.000 m dopo aver esplorato il fianco Rupal sul versante Diamir; Mummery e i suoi portatori persero la vita nel tentativo di scendere attraverso il fianco del Diamir nella valle di Rakhiot e furono le prime vittime della montagna che in seguito verrà soprannominta "la montagna killer".
Nel 1910 l'editore e autore di letteratura alpina Walter Schmidkunz acquisì i diritti tedeschi delle opere di Mummery e studiò un possibile percorso per scalare il Nanga Parbat basandosi sulla letteratura allora disponibile e negli anni '20 riferì agli alpinisti Willo Welzenbach e Paul Bauer la sua ipotesi secondo cui sarebbe stata possibile una salita sul versante nord-orientale dalla valle di Rakhiot, ma l'impresa non venne realizzata.
Nel 1929, il pioniere alpinista tedesco Willo Welzenbach riprese l'idea di Mummery e Schmidkunz e concretizzò il piano di scalare il versante occidentale del Nanga Parbat sul fianco del Diamir con l'appoggio finanziario del governo tedesco. La prima spedizione al Nanga Parbat dopo Mummery era programmata per l'autunno del 1930, tuttavia, poco prima dell'inizio della spedizione, questa venne fermata dal ministero degli esteri tedesco. Nel 1932 Paul Bauer ottenne finalmente il sostegno del ministero degli esteri della Repubblica di Weimar ma Welzenbach rimase ancora una volta deluso poiché il suo datore di lavoro, la città di Monaco, non gli concesse alcun periodo di ferie escludendolo di fatto dall'impresa e pertanto egli stesso propose Willy Merkl come capo della spedizione.
Welzenbach scelse la scalata del monte Nanga Parbat in quanto l'impresa alpinistica presentava due vantaggi significativi rispetto agli altri ottomila ancora da scalare. Innanzitutto, la sua vicinanza alle principali città e strade dell'India che lo rendeva facilmente accessibile e poi perché la quota relativamente bassa di 8.125 m, permetteva agli scalatori di poter non usufruire di alcun apporto delle pesanti bombole di ossigeno. Le ricerche di Welzenbach misero in evidenza che la spedizione al Nanga Parbat avrebbe dovuto includere da cinque a sette alpinisti per essere realizzata e tutti membri dell'Akademie Alpine Club di Monaco. Tra i membri previsti per la spedizione, che avrebbero poi partecipato in modo importante alle spedizioni successive, furono inclusi Hans Hartmann , Martin Pfeffer e Karl Wien.

## Squadra di spedizione
Il gruppo della spedizione comprendeva i tedeschi Willy Merkl di Monaco come capo della spedizione, Fritz Bechtold, Herbert Kunigk, Felix Simon e il dott. Hugo Hamberger come medico, l'austriaco Peter Aschenbrenner e Fritz Wiessner, emigrato dalla Germania negli USA nel 1929, e gli americani Elbridgen Rand Herron di New York ed Elizabeth Knowlton di Boston come corrispondenti per i media americani che fornivano il necessario sostegno economico. La spedizione era accompagnata dall'ufficiale di collegamento britannico capitano assistente tecnico R. N. D. Frier.

## Preparativi
Il 28 aprile la spedizione salpò dal porto di Genova per l'India e arrivò a Bombay il 9 maggio. Viaggiò verso Srinagar nella valle del Kashmir. Lì si stabilì per una settimana, vivendo in case galleggianti sul fiume Jhelum, acquistando equipaggiamento e ingaggiando pony e servi. Il 23 maggio la comitiva partì da Srinagar, seguendo la principale via carovaniera per l'Asia centrale. Il viaggio e l'avvicinamento all'Himalaya durarono due mesi e vennero impiegati fino a 200 portatori. Tuttavia, le gravi carenze nella pianificazione di Merkl divennero presto evidenti e gli sherpa e i portatori locali d'alta quota che non erano stati precedentemente selezionati in base alla loro esperienza e alla preparazione fisica dovettero gradualmente rinunciare difronte alle prime difficoltà. L'acceso, possibile solo partendo dall'India, costrinse il gruppo a un lungo percorso e a diverse deviazioni forzate prima di raggiungere il campo base il 24 giugno presso il versante Rakhiot.

## Tentativo di scalata e abbandono della spedizione
Il campo base fu allestito a 3.967 metri di altitudine. Contrariamente alle idee originali di Welzenbach, la salita avvenne attraverso i crepacci del ghiacciaio Rakhiot Peak, sul versante nord della montagna. Lo stesso 24 giugno, Peter Aschenbrenner, insieme a Hugo Hamberger, effettuarono la prima ascensione del Chongra Peak, alto 6.830 m, una cima sussidiaria a est, e il 16 giugno, insieme a Herbert Kunigk, effettuò la prima ascensione del Rakhiot Peak, alto 7.070 m . Dopo quattro settimane, il 29 luglio, la squadra riuscì a stabilire il Campo VII a 6.950 m, che sarebbe stato il punto di partenza per la salita definitiva alla vetta. La cordata arrivò a poche centinaia di metri dal Silbersattel, la “porta” per accedere alla regione sommitale a quota 7.400 m. Tuttavia, a causa dell'arrivo del monsone e di una tempesta di neve che durò tre settimane, gli scalatori non riuscirono a raggiungere la vetta della montagna e pertanto furono costretti a retrocedere sui propri passi a quota 7.000 m, nei pressi del Mohrenkopf, rinunciando all'impresa senza successo il 28 agosto.
Nonostante l'avversità l'alpinista Elizabeth Knowlton raggiunse un'altitudine di circa 6.100 metri ma gli altri scalatori si rifiutarono di consentirle di continuare la scalata per tutelare la sua integrità fisica. Knowlton fu una delle prime donne a raggiungere un'altitudine di 20.000 piedi (6.096 m).  Il capo della spedizione Willy Merkl relazionò i fatti della spedizione nel suo rapporto legato ai resoconti settimanali della stampa e la stessa Knowlton scrisse in seguito di aver trascorso più di un mese sopra i 6.100 m.

## Conseguenze
Sulla via del ritorno, l'americano Elbridgen Rand Herron visitò Alessandria d'Egitto e il Cairo. Dopo le fatiche e i pericoli di una scalata degli ottomila, scampò miracolosamente a una valanga improvvisa, morì cadendo banalmente dalla Piramide di Chefren a Giza.  Conosciuto l'avvenimento, gli abitanti della regione del Nanga Parbat, sostenerro che il “demone” della montagna fosse stato il responsabile dell'incidente dopo averlo raggiunto. Difatti il Nanga Parbat era una montagna ricca di tradizioni e leggende, venerata e temuta dagli indigeni di tutto il Paese circostante. Il suo nome in urdu significa "Montagna nuda", probabilmente per le rocce nude dei suoi tremendi precipizi. Nel dard, la lingua locale, è conosciuta come "Diamir" o "La dimora delle fate". Le leggende della regione raccontavano che le fate vivevano sulla montagna e portavano con sé alcuni mortali scelti per condividere la loro immortalità.

## Ulteriori spedizioni negli anni '30
Il Nanga Parbat fu paragonato nell'immaginario politico e alpinistico tedesco come la ricerca della leggendaria coppa del  “Santo Graal”. Dopo il fallimento della spedizione tedesco-americana nell'Himalaya, oltre alla spedizione tedesca al Nanga Parbat del 1934 e alla spedizione alpinistica tedesca al Nanga Parbat del 1937, si svolsero altre tre spedizioni, l'ultima delle quali nel 1939 con Heinrich Harrer e Peter Aufschnaiter. Tutte queste sei spedizioni degli anni '30 non ebbero successo. La stampa e la propaganda tedesca descrissero il Nanga Parbat come la “montagna del destino dei tedeschi”.